# Hassel – Utpressarna
Hassel – Utpressarna är en svensk TV-film från 1992.

## Handling
"Betala 3 miljoner i tusenlappar - annars dödar vi din fru och spränger ett av era plan.." Nils Lidman, VD för flygbolaget Zting Air får detta hot på sitt bord. Efter samråd kontaktar hustrun sin kamrat från en språkkurs, kommissarie Ruda. Detta kommer till utpressarnas kännedom och man sätter sitt hot i verket. Maria Lidman skjuts kallblodigt till döds av en krypskytt och ett inrikesplan sprängs i luften ett par minuter efter start från Bromma. Den svällande utredningen tas över av våldsroteln och samtidigt kontaktas den skakade Ruda angående ytterligare ett hot. Med hjälp av Hassel och hans kollegor söker Ruda hämnd, en för honom personlig hämnd.

## Om filmen
Filmen är den tionde och sista i raden av Hassel-filmer som SVT Drama producerade 1986–1992. Boken Utpressarna utgavs efter att filmen hade spelats in, och skiljer sig på ett antal punkter från filmens manus. Bland annat saknas den personliga kopplingen mellan offer och polis, vilken spelar en avgörande roll i filmen. Filmen hade premiär på Kanal 1 annandag påsk 1992.

## Rollista
- Lars-Erik Berenett – Roland Hassel
- Björn Gedda – Simon Palm
- Leif Liljeroth – Yngve Ruda
- Allan Svensson – Sune Bengtsson
- Robert Sjöblom – Pelle Pettersson
- Ingrid Janbell – Virena
- Tomas Bolme – kommissarie Nord
- Anna-Lotta Larsson – Susanne Flodin
- Gustaf Elander – Jeff Dureya
- Kjell Lennartsson – Nils Lidman
- Tone Helly-Hansen – Maria Lidman
- Tom Deutgen – Rune
- Göran von Euler – Jan Calmers
- Anna Godenius – Jenny Calmers
- Christian Berling – Arne Edberg
- Lena Strömdahl – Louise Edberg
- Gerd Hagman – Marianne
- Gösta Krantz – Wilhelm Silvertorn
- Per Bodner – labtekniker
- Erik Rolfhamre – Åke, polistekniker
- Hans Lindgren – Sandeman, granne
- Claire Wikholm – Nadja Palm
- Sissela Kyle – Gullan
- Lia Boysen – Asplund, polisassistent
- Ulf Montan – Hult, våldsroteln
- Catherine Hansson – bombpolis
- Peter Edding – sjöpolis
- Bengt Engberg – sjöpolis
- Inga Sarri – Rut Ruda